# Mannix
Mannix és una sèrie de televisió protagonitzada per Mike Connors, que es va emetre entre 1967 i 1975.

## Mannix
Aquesta sèrie estatunidenca dels anys 1960 va canviar el paradigma del clàssic detectiu privat. Joe Mannix es caracteritzava per tenir una gran resistència física més que un agut poder de deducció. L'escenari de les seves recerques era el desèrtic ambient californià, pel qual transitava sense cap complex, i fins fins i tot s'atrevia a afaitar-se mentre conduïa el seu cotxe cap a un altre nou cas. I és que Bruce Geller, creador de la sèrie, s'havia proposat incorporar a la figura de l'investigador tota la tecnologia i electricitat pròpia de mitjan anys 60. Tampoc es va descurar el costat social; la fidel assistent de l'investigador no va ser la típica rossa inútil o la pèl-roja insulsa: Peggy era una senyora afroamericana, i fou la primera sèrie "blanca" estatunidenca que consagra en el rol de partenaire a una dama de raça negra. Mannix li posarà, per descomptat, el pit a les bales. Durant el transcurs de la sèrie és ferit de bala (més d'una dotzena de vegades). Sempre que Mannix es ficava en un dels seus descapotables es podia esperar que li disparessin des d'un altre automòbil, o que tingués una persecució o que trobés el seu vehicle sabotejat. En fer el pilot de televisió My Name is Mannix, Connors es va dislocar l'espatlla en l'enregistrament d'una escena de persecució.
Mannix vivia en Passeig Verdes núm. 17, a l'oest de Los Angeles. Després del servei militar en la Guerra de Corea, Mannix va assistir a la Universitat, es va graduar en 1955 i va obtenir la seva llicència d'investigador privat en 1956. En la primera temporada ell utilitzava una pistola Walther PPK i un revòlver Colt calibre 38.
Paràgraf a part mereix la música de la sèrie, tan addictiva com la seva presentació multicolor. Va ser demanada intel·ligentment a un geni de l'època, Lalo Schifrin, creador d'un altre enorme clàssic dels soundtrack, Missió: Impossible.

## Argument
Joe Mannix (Mike Connors) era un solitari detectiu privat, amant de les actuacions esportives. L'acció transcorria a Los Angeles.
La sèrie va ser una creació de Bruce Geller i va debutar en la cadena televisiva CBS el 7 setembre de 1967 amb el capítol: "My Name is Mannix". Mike Connors va ser nominat en quatre oportunitats als premis Golden Globe Award, guanyant un dels quatre, Gail Fisher va ser nominada a quatre premis Emmy, guanyant una vegada, i en tres Golden Globe Award, guanyant dues vegades. La música va ser composta per Lalo Schifrin.
Després de 8 temporades la sèrie va acabar el 27 de agost de 1975.

## Protagonistes
| Actor             | Paper                            |
| ----------------- | -------------------------------- |
| Mike Connors      | Joe Mannix                       |
| Joseph Campanella | Lew Wickersham: cap de Mannix    |
| Gail Fisher       | Peggy Fair: secretària de Mannix |
| Robert Reed       | tinent Adam Tobias               |
| Ward Wood         | tinent Art Malcolm               |
| Larry Linville    | tinent George Kramer             |